# Peter Raymond Grant
Peter Raymond Grant  (* 26. Oktober 1936 in London) ist ein britischer Evolutionsbiologe und Zoologe. Er war Professor an der Princeton University.

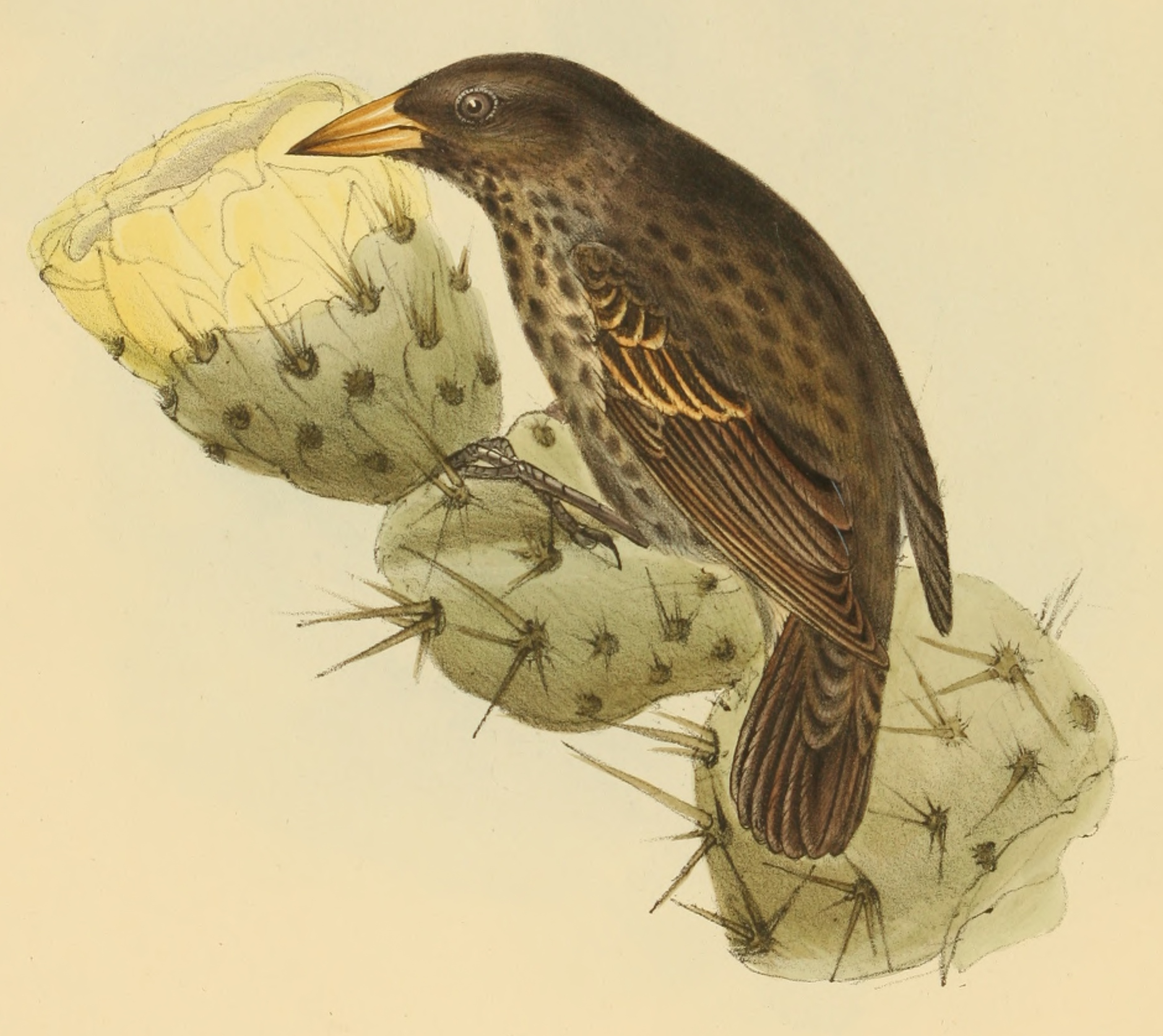
Kaktusfink

## Werdegang und Auszeichnungen
Grant studierte an der Universität Cambridge Zoologie mit Bachelor-Abschluss 1960 und Promotion 1964. Als Post-Doktorand war er 1964/65 an der Yale University. Ab 1965 war er Assistant Professor und später Professor an der McGill University, an der er bis 1977 blieb. Danach war er Professor an der University of Michigan und ab 1985 an der Princeton University.
1981 und 1985 war er Gastprofessor in Uppsala und 2010 in Yale.
Grant unternahm mit seiner Frau Barbara Rosemary Grant jahrzehntelange Feldstudien (über 35 Jahre) an einem seit Charles Darwin klassischen Objekt der Evolutionsbiologie, den Darwinfinken auf der unbewohnten Galapagosinsel Daphne Major. Sie wiesen den schnellen evolutionären Wandel des Phänotypus bei diesen Finken nach; dies stützt die Evolutionstheorie von Charles Darwin.
1983 erhielt er die William-Brewster-Medaille der American Ornithologists’ Union, 1998 den E. O. Wilson Prize, 2002 die Darwin Medal der Royal Society, 2008 die Darwin-Wallace-Medaille, 2005 mit Rosemary Grant den Balzan-Preis in Populationsbiologie und 2009 den Kyoto-Preis. Er ist Fellow der Royal Society (1987), der Royal Society of Canada, der American Academy of Arts and Sciences, der American Philosophical Society, der National Academy of Sciences (auswärtiges Mitglied) und der American Association for the Advancement of Science. Er ist Ehrendoktor von Uppsala (1986), der Universität Zürich, der Ohio Wesleyan University und der McGill University und auswärtiges Mitglied der Königlichen Gesellschaft der Wissenschaften in Uppsala. 1996 erhielt er den Humboldt-Forschungspreis und 1985/86 war er Guggenheim Fellow. 1999 war er Präsident der American Society of Naturalists. 2003 wurde er Ehrenmitglied der Deutschen Ornithologischen Gesellschaft. Für 2017 wurden ihm und seiner Frau die Royal Medal  und der BBVA Foundation Frontiers of Knowledge Award zugesprochen.
Er ist seit 1962 mit Barbara Rosemary Grant verheiratet und hat mit ihr zwei Töchter.

## Schriften
- mit B. Grant, J. N. M. Smith, I. J. Abbott, L. K. Abbott Darwin's finches: Population variation and natural selection, Proc. National Academy of Sciences USA, Band 73, 1976, S. 257–261.
- mit B. Grant: Darwin's finches: Population variation and sympatric speciation, Proc. Nat. Acad. Sci. USA, Band 76, 1979, S. 2359–2363.
- mit B. Grant Evolutionary Dynamics of a Natural Population: The Large Cactus Finch of the Galápagos, University of Chicago Press, 1989
- mit B. Grant Unpredictable evolution in a 30-year study of Darwin's finches, Science, Band 296, 2002, S. 707–711.
- mit B. Grant Evolution of character displacement in Darwin's finches, Science, Band 313, 2006, S. 224–226.
- mit B. Grant How and Why Species Multiply: The Radiation of Darwin's Finches Princeton University Press, 2008